# Maurice Maschino
Maurice Jean Maschino, auch bekannt als Maurice Tarik Maschino (* 14. Oktober  1931 in Paris; † 19. April 2021 ebenda), war ein französischer Lehrer, Journalist und Autor. Er schrieb für die linksgerichtete Monatszeitung Le Monde diplomatique und verfasste zahlreiche Essays insbesondere zu bildungsspezifischen und psychologischen Themen. Zu seinen weiteren Interessensschwerpunkten zählte das spannungsreiche französisch-algerische Verhältnis.

## Leben und Wirken

### Herkunft und frühe Jahre
Maurice Maschino wurde am 14. Oktober 1931 im 13. Pariser Stadtbezirk als Sohn einer russischen Familie geboren, die 1917 vor dem Kommunismus geflohen war. Seine Mutter hatte sich kurz vor seiner Geburt scheiden lassen, und er lernte seinen Vater erst später kennen. Maschinos Mutter und Stiefvater waren im Zweiten Weltkrieg in der Résistance aktiv. Maurice Maschino besuchte in Paris das Lycée Fénelon und machte 1950 sein Baccalauréat. Anschließend schrieb er sich in die Classes préparatoires littéraires ein.

### 1951 bis 1957: Umzug nach Marokko und Beginn des antikolonialen Engagements
Als seine Freundin Isabelle schwanger wurde, heiratete er sie und trat zum Schuljahresanfang 1951/1952 eine Stelle in Ouezzane als Hilfslehrer im damaligen Protektorat Französisch-Marokko an. Seine Frau und er waren von den schlechten Lebensumständen der arabischen und berberischen Bevölkerung schockiert; sie wohnten, für Europäer untypisch, in der Ouezzaner Medina.
1954 machte er seine Licence, was ihm ermöglichte, eine Stelle an einem Collège (d. h. einer Mittelschule) in der Stadt Azrou anzutreten. Schüler und Arbeitskollegen dort brachten ihn mit dem Antikolonialismus in Berührung, etwa mit Werken des Historikers Charles-André Julien und des Journalisten Robert Barrat; er war regelmäßiger Leser des linken Nachrichtenmagazins France-Observateur.
Nach dem Beginn des Algerienkrieges wurde er noch staatskritischer; zudem setzte er sich für Gelehrte ein, die im französisch beherrschten Nordafrika wegen ihrer Parteinahme für die Unabhängigkeitsbewegungen zum Ziel von Angriffen geworden waren. Ab 1956 schrieb er Artikel für die Wochenzeitung Al Istiqlal des marokkanischen Politikers Mehdi Ben Barka; ebenfalls knüpfte er Kontakte zur algerischen Befreiungsbewegung FLN, dem Gegner Frankreichs im Krieg dort. Nachdem er sich der kommunistisch orientierten Parti démocratique de l’indépendance angenähert hatte, begann er für deren Parteiorgan zu schreiben und gab er seine Tätigkeit für Al Istiqlal auf.

### 1957 bis 1962: Untergrund und Exil
Ende Mai 1957 erhielt Maschino den Einberufungsbefehl zu einer Gebirgsjägereinheit in Rabat. Zudem war er wegen eines seiner Zeitungsartikel vor Gericht zitiert unter dem Vorwurf der Untergrabung staatlicher Autorität. Er tauchte unter und hielt sich an verschiedenen Orten in Marokko auf, während seine Frau mit den gemeinsamen Kindern nach Frankreich zurückkehrte. Bei einem Treffen mit ihr in Spanien 1957 teilte sie ihm mit, dass seine Mutter und sein Stiefvater seinen zivilen Ungehorsam verurteilten. Da die marokkanischen Behörden ihm entgegen seinen Hoffnungen kein Asyl gewährten, sondern im Gegenteil mit den nach ihm fahndenden französischen Stellen zusammenarbeiteten, floh er schließlich über Spanien und Italien nach Tunesien. 1958 wurde er in Abwesenheit zu einem Jahr Gefängnis verurteilt.
Im tunesischen Exil war er wieder als Lehrer tätig, hatte Kontakt mit anderen Totalverweigerern und Deserteuren und arbeitete für die FLN. Zudem schrieb er für die Zeitschrift Simone de Beauvoirs und Jean-Paul Sartres, Les Temps Modernes, für das monatlich erscheinende Periodikum Démocratie nouvelle der Kommunistischen Partei Frankreichs und für die belgische Zeitung La Gauche. Im April 1960 veröffentlichte er unter dem Titel Le refus („die Weigerung“) ein Buch über seine Totalverweigerung. Es wurde sofort verboten, und die Staatsanwaltschaft des Départements Seine eröffnete ein Ermittlungsverfahren gegen Maschino wegen Aufstachelung zum militärischen Ungehorsam. Da jedoch Maschino ein erstes Fragment seines Buchs bereits 1958 in Les Temps Modernes veröffentlicht hatte, die Justiz aber nicht Jean-Paul Sartre als Herausgeber belangen wollte, wurde das Verfahren verschleppt, bis es schließlich 1966 aufgrund eines Amnestiegesetzes eingestellt wurde.

### 1962 bis 1971: Algerien
Nach der Unabhängigkeit Algeriens 1962 zog Maschino dorthin, nahm die algerische Staatsbürgerschaft und den Vornamen Tarik an. 1963 heiratete er in zweiter Ehe die Autorin und Feministin Fadéla Abada, die unter dem Pseudonym Fadéla M’Rabet bekannt wurde. Das Paar moderierte mehrere Sendungen beim nationalen algerischen Hörfunk. 40 Jahre später bezeichnete Maschino die Zeit von 1962 bis 1965 als die schönsten Jahre seines Lebens.
Nach dem Staatsstreich von Houari Boumedienne am 19. Juni 1965 wurden die Hörfunksendungen Maschinos und seiner Frau abgesetzt, weil sie den neuen Machthabern zu progressiv waren. Anstoß hatte insbesondere eine wöchentlich ausgestrahlte Sendung für junge Leute erregt, in der Leserzuschriften diskutiert wurden, auch solche von Mädchen und jungen Frauen, die über ihre Situation klagten. Maschino und M’Rabet wurde vorgeworfen, die Jugend zu verderben. Nachdem Fadéla M’Rabet mit Les Algériennes die Folge zu ihrem bereits zuvor erschienenen Text La femme algérienne veröffentlicht hatte, wurde sie das Ziel von Anfeindungen regierungstreuer Medien. Auf Geheiß von Bildungsminister Ahmed Taleb Ibrahimi wurde ihr der Journalistenstatus entzogen, und sie wurde ein halbes Jahr lang vom Dienst suspendiert.

### Ab 1971: zurück in Frankreich
Angesichts der für Maschino und M’Rabet immer schwierigeren Lage in Algerien und nachdem 1969 ein Militärgericht in Paris Maschino von den Vorwürfen wegen seiner Totalverweigerung freigesprochen hatte, ließen sich beide 1971 dauerhaft in Frankreich nieder. Dort arbeitete Maurice Maschino wieder als Lehrer, unter anderem in Saint-Germain-en-Laye, einem westlichen Vorort von Paris, und war nebenher für Le Monde diplomatique journalistisch tätig. Zudem verfasste er zahlreiche Schriften zu Themen aus den Bereichen Bildung und Psychologie.
Am 19. April 2021 starb Maurice Maschino im Alter von 89 Jahren im 18. Pariser Arrondissement.

## Werke
- Le Refus. F. Maspero, Paris 1960.
- L’Engagement: le dossier des réfractaires. F. Maspero, Paris 1961.
- L’Algérie des Illusions: la révolution confisquée, (mit Fadéla M’Rabet). R. Laffont, Paris 1972.
- Sauve qui peut. Ed de la Jonquière, Paris 1977, ISBN 2-85930-018-X.
- Votre désir m’intéresse. Hachette, Paris 1983, ISBN 2-01-008577-9.
- Vos enfants ne m’intérenssent plus. Hachette, Paris 1983, ISBN 2-01-009271-6.
- Voulez-vous vraiment des enfants idiots? Hachette, Paris 1983, ISBN 2-01-009515-4.
- Savez-vous qu’ils détruisent l’université? Hachette, Paris 1984, ISBN 2-01-010164-2.
- Etes-vous un vrai Français? B. Grasset, Paris 1988, ISBN 2-246-40691-9.
- Allez-y doucement, camarades! ou l’amour chez les soviets. R. Laffont, Paris 1991, ISBN 2-221-07054-2.
- L’Ecole, usine à chômeurs. R. Laffont, Paris 1992, ISBN 2-221-07298-7.
- Quand les profs craquent. R. Laffont, Paris 1993, ISBN 2-221-07492-0.
- Mensonges à deux. Calmann-Lévy, Paris 1995, ISBN 2-7021-2456-9.
- Après vous, messieurs: les femmes et le pouvoir. Calmann-Lévy, Paris 1996, ISBN 2-7021-2656-1.
- Ils ne pensent donc qu’à ça? Calmann-Lévy, Paris 1998, ISBN 2-7021-2821-1.
- Y a-t-il de bonnes mères? Belfond, Paris 1999, ISBN 2-7144-3595-5.
- Votre âge ne m’intéresse pas. Denoël, Paris 2000, ISBN 2-207-24755-4.
- Oubliez les philosophes!. Éd. Complexe, Brüssel 2001, ISBN 2-87027-862-4.
- Parents contre profs. Fayard, Paris 2002, ISBN 2-213-61241-2.
- L’Algérie retrouvée. Fayard, Paris 2004, ISBN 2-213-61684-1; ANEP, Alger 2004, ISBN 9947-21-157-6.
- Un geste ordinaire. J.-C. Gawsewitch, Paris 2006, ISBN 2-35013-076-2.
- L’école de la lâcheté. J.-C. Gawsewitch, Paris 2007, ISBN 978-2-35013-093-4.